# فتيحة منتوري
فتيحة منتوري سياسية جزائرية، شغلت منصب وزيرة منتدبة لدى وزير المالية، مكلفة بإصلاح المالية بحكومة بن فليس الثالثة وحكومة أويحيى الثالثة.